# Салкын Чишма (Альметьевский район)
 Салкын Чишма  — деревня в Альметьевском районе Татарстана. Входит в состав Сулеевского сельского поселения.

## География
Находится в юго-восточной части Татарстана на расстоянии приблизительно 18 км на северо-восток от районного центра города Альметьевск в верховьях речки Урсала.

## История
Основана в 1929 году переселенцами из села Урасалабаш.

## Население
Постоянных жителей было: в 1938—256, в 1949—226, в 1958—296, в 1970—157, в 1979 — 99, в 1989 — 22, в 2002 — 33 (татары 94 %), 47 в 2010.